# Kupařovice
Kupařovice (deutsch Kuprowitz) ist eine Gemeinde in Tschechien. Sie liegt sieben Kilometer nördlich von Pohořelice (Pohrlitz) und gehört zum Okres Brno-venkov (Bezirk Brünn-Land). Der Ort ist als ein Platzdorf angelegt.

## Geographie
Kupařovice befindet sich am rechten Ufer der Jihlava (Igel) in der Thaya-Schwarza-Senke. Das Dorf liegt auf dem Gebiet des Naturparkes Niva Jihlavy.
Nachbarorte sind Pravlov (Prahlitz) im Norden, Němčičky (Klein Niemtschitz) im Nordosten, Ledce (Laatz) und Hrušovany u Brna (Rohrbach) im Osten, Medlovský Mlýn und Medlov (Mödlau) im Südosten, Malešovice (Malspitz) im Süden, Loděnice (Lodenitz) und Jezeřany-Maršovice im Südwesten sowie Trboušany (Pausche) im Nordwesten.

## Geschichte
Die erste schriftliche Erwähnung des zu den Besitzungen des Klosters Rosa Coeli gehörenden Dorfes erfolgte 1337 im Zusammenhang mit dem Müller Jescek de Cuperwicz. Später wurde der Ort als Kuparowicz (1362) und Kupurowicz (1420) bezeichnet. Im Ort befand sich eine Wasserfeste. Diese erlosch während des böhmisch-ungarischen Krieges und das Dorf fiel wüst. 1536 wurde Kuprowitz durch das Kloster Kanitz erneut besiedelt. Die „ui“- Mundart (bairisch-österreichisch) mit ihren speziellen Bairischen Kennwörtern, welche bis in das Schicksalsjahr 1945 gesprochen wurde, weist darauf hin, dass die neuen Siedler aus dem österreichischen bzw. süddeutschen Raum stammten. Nach der Schlacht am Weißen Berg wurde die Georg Ernreich von Rogendorf gehörige Herrschaft Kanitz konfisziert und 1622 für 111.486 Taler an Kardinal Franz Seraph von Dietrichstein verkauft.
Matriken werden seit 1634 geführt. Onlinesuche über das Landesarchiv Brünn.
Während des Einfalls der Schweden im Jahre 1645 kommandierte Lennart Torstensson seine Truppen bei einem Gefecht mit den Kaiserlichen vom Kuprowitzer Glockenturm. Im 17. Jahrhundert wurde der Ort als Kuprewiz bzw. Kuperwitz bezeichnet. Im Jahre 1750 errichtet Karl Maximilian von Dietrichstein ein Lust- und Jagdschloss samt Gestüt.
1808 wird von der Gemeinde ein Weinkeller eingerichtet. Daraufhin erhalten der Pfarrer wie auch die Gemeindebediensteten einen Teil ihres Lohnes in Wein. Nach der Aufhebung der Patrimonialherrschaften bildete Kuprowitz/Kopařovice ab 1850 eine Gemeinde in der Bezirkshauptmannschaft Auspitz. Nach dem Aussterben der Fürsten Dietrichstein erbten 1862 die Grafen von Herberstein das Schloss und die zugehörigen Güter. Von 1879 bis 1880 wird eine Volksschule gebaut, welche einklassig war. Bis dahin waren die Kinder des Ortes in Prahlitz eingeschult. Im Jahre 1910 wurde im Ort eine Freiwillige Feuerwehr gegründet. Ab dem gleichen Jahr gehörte Kuprowitz dem Bezirk Nikolsburg an. Das ausgeglichene warme Klima macht das Gebiet zu einem fruchtbaren Gartenland für Obst und Gemüse. Neben dem Anbau von verschiedenen Getreidearten züchteten die Kupowitzer sowohl Rinder als auch Geflügel. Neben der Landwirtschaft gab es noch das übliche Kleingewerbe.
Nach dem Ersten Weltkrieg und dem Friedensvertrag von Saint Germain 1919 wurde der Ort, dessen Bewohner im Jahre 1910 ausschließlich der deutschen Sprachgruppe angehörten, Bestandteil der neuen Tschechoslowakischen Republik. In der Zwischenkriegszeit kam es durch Neubesetzung von Beamtenposten und neuen Siedlern zu einem vermehrten Zuzug von Personen tschechischer Identität. 1919 wurden die Herbersteiner enteignet. 1928 wird eine Telefonsprechzelle im Gasthof Geyer aufgestellt. Nach dem Münchner Abkommen 1938 kam der Ort an das Deutsche Reich und kam als Teil des Landkreises Nikolsburg zum Reichsgau Niederdonau.
Nach dem Ende des Zweiten Weltkrieges (8. Mai 1945) – der 10 Opfer forderte – wurden die im Münchener Abkommen an Deutschland übertragenen Territorien wieder der Tschechoslowakei zugeordnet. Nach Kriegsende wurde das Dorf von Tschechen übernommen, dabei kam es zu schweren Misshandlungen und zu drei Ziviltoten bei der deutschen Bevölkerung. Dreizehn Familien wurden über die Grenze nach Österreich vertrieben. Zwischen dem 20. April und dem 3. Oktober 1946 erfolgte die zwangsausgesiedelt der deutschen Ortsbevölkerung nach Westdeutschland. 56, der nach dem Ersten Weltkrieg zugewanderte Tschechen verblieben im Ort. Von den vertriebenen Ortsbewohnern wanderten je einer in die Schweiz, nach Schweden, nach Singapur und in die USA aus.
Zwischen 1948 und 1960 gehörte Kuprowitz zum Okres Židlochovice. Nach dessen Aufhebung wurde Kupařovice dem Okres Brno-venkov zugeschlagen. 1979 erfolgte die Eingemeindung nach Pravlov (Prahlitz). Seit 1989 besteht die Gemeinde wieder.
Mediale Aufmerksamkeit verschafft der Gemeinde das mit einem blutroten Anstrich versehene Betonmonument Hammer und Sichel an der Straße III/395. Es wurde in den 1970er Jahren von der JZD Pojihlaví errichtet. Das auf einem Privatgrundstück stehende Denkmal ist zu einem öffentlichen Streitpunkt geworden. Zu Beginn der 1990er Jahre entschieden sich die Einwohner von Kupařovice mit eindeutiger Mehrheit für den Erhalt des kommunistischen Relikts. Kupařovice wird zudem als eine kommunistische Bastion in Südmähren angesehen, Bürgermeister Milan Hamala (KSČM) erhielt 2006 über 90 Prozent der Wählerstimmen.

## Wappen und Siegel
Das älteste Siegel des Ortes stammte aus dem Jahre 1644. Es zeigte innerhalb der Umschrift "SIGILL VM DORF KVPREWIC 1644" ein Pflugeisen, beseitet von zwei Blütenstängeln. Ein zweites Siegel aus dem Jahre 1750 zeigte das gleiche Siegelbild mit der Umschrift "GEMEIND KVPREWITZ" und wurde bis in die zweite Hälfte des 19. Jahrhunderts verwendet. Ein drittes Siegel aus dem Jahre 1864 zeigte nur noch ein Pflugeisen mit der Umschrift "GEMEINDE KUPROWITZ - 1864".

## Bevölkerungsentwicklung
| Volkszählung | Einwohner gesamt | Volkszugehörigkeit der Einwohner | Volkszugehörigkeit der Einwohner | Volkszugehörigkeit der Einwohner |
| Jahr         | Einwohner gesamt | Deutsche                         | Tschechen                        | Andere                           |
| ------------ | ---------------- | -------------------------------- | -------------------------------- | -------------------------------- |
| 1880         | 252              | 235                              | 17                               | 0                                |
| 1890         | 255              | 255                              | 0                                | 0                                |
| 1900         | 259              | 232                              | 27                               | 0                                |
| 1910         | 285              | 285                              | 0                                | 0                                |
| 1921         | 275              | 215                              | 56                               | 4                                |
| 1930         | 251              | 195                              | 56                               | 0                                |

## Gemeindegliederung
Für die Gemeinde Kupařovice sind keine Ortsteile ausgewiesen.

## Sehenswürdigkeiten
- Kapelle der Unbefleckten Empfängnis Mariä, erbaut 1721 anstelle eines Glockenturms
- Barockschloss Kupařovice, erbaut 1740–1742 von Franz Anton Grimm als Lust- und Jagdschloss für Max von Dietrichstein
- Naturpark Niva Jihlavy
- Denkmal Hammer und Sichel, die mit einem roten Anstrich versehene Betonskulptur steht an der Straße von Pravlov nach Malešovice
- Pestsäule (1495)
- Kreuzweg (1773)
- Kriegerdenkmal (1933)
- Jagdschloss von Karl von Dietrichstein